# Arkholme with Cawood Chapel Hill
Arkholme with Cawood Chapel Hill är en lämning av en motteborg i Arkholme-with-Cawood i grevskapet Lancashire i England. Den tros ha uppförts i trä på 1000-talet. Idag återstår en jordhög, belägen intill Johannes Döparens kyrka, Arkholme(en). 